# Aeródromo El Principal
El Aeródromo El Principal (OACI: SCEP) es un terminal aéreo ubicado cerca del poblado de Pirque, Provincia de Cordillera, Región Metropolitana de Santiago, Chile. Es de propiedad privada.